# 蕭赤斧
蕭 赤斧（しょう せきふ、430年 - 485年）は、南朝斉の皇族。蕭道成の従祖弟にあたる。本貫は南蘭陵郡蘭陵県。

## 経歴
冠軍中兵参軍の蕭始之（蕭承之の叔父の蕭隆子の子）の子として生まれた。官を歴任して奉朝請となり、温和で謹直なことで蕭道成に知られた。大明3年（459年）、宋の竟陵王劉誕が広陵で反乱を起こすと、赤斧は沈慶之の下で軍主となり、広陵城の包囲に参加し、攻城戦で功績を挙げた。劉誕の乱が鎮圧されると、赤斧は永安亭侯に封じられた。車騎行参軍に任じられ、晋陵県令として出向した。員外郎・丹陽県令となり、召還されて晋熙王撫軍中兵参軍に任じられた。建威将軍・銭唐県令として出向した。正員郎に転じたが、赤斧の統治は評判がよく、官吏や民衆が県令留任を請願したため、朝廷に留任を命じられた。寧朔将軍の位を受けた。
昇明元年（477年）、蕭道成が順帝を擁立して政権を掌握すると、赤斧は輔国将軍・左軍会稽司馬となり、東方に駐屯した。黄門郎・淮陵郡太守に転じた。建元元年（479年）4月、斉が建国されると、丹陽郡の旧郡治に退位した順帝のための宮殿を建て、赤斧は蕭道成の命により順帝を丹陽宮に送った。5月、順帝が殺害された後、赤斧は建康に帰還した。
武陵王冠軍長史・驃騎司馬・南東海郡太守をつとめた。祖母が死去したため、辞職して喪に服した。後に冠軍将軍・寧蛮校尉として再起した。建元2年（480年）、持節・都督雍梁南北秦四州郢州之竟陵司州之隨郡諸軍事・雍州刺史として出向した。散騎常侍・左衛将軍の位を受けた。武帝の信任ぶりは蕭景先と等しかった。南豊県伯に封じられた。給事中・太子詹事に転じた。
赤斧は以前から持病を抱えていたが、永明3年（485年）に甲仗衛三廂の使をつとめるよう武帝に命じられて辞退することができず、病が重くなり、数日後に死去した。享年は56。金紫光禄大夫の位を追贈された。諡は懿伯といった。

## 子女
- 蕭穎冑（後嗣）
- 蕭穎基
- 蕭穎達
- 蕭穎孚

## 伝記資料
- 『南斉書』巻38 列伝第19
- 『南史』巻41 列伝第31